# Dusona habermehli
Dusona habermehli là một loài tò vò trong họ Ichneumonidae.